# 威利斯·兰姆
威利斯·兰姆（英語：Willis Lamb, Junior，1913年7月12日—2008年5月15日），美国物理学家，生於洛杉矶，1955年获诺贝尔物理学奖。

## 生平
威利斯·蘭姆出生於美國加利福尼亞州洛杉磯，並在洛杉磯高中就讀。他於1930年首次入學，1934年獲得加州大學伯克萊分校化學學士學位。威利斯·兰姆在罗伯特·奥本海默的指導下完成中子散射研究，他於1938年獲得物理學博士學位。由於當時可用的計算方法有限，這項研究在鲁道夫·穆斯堡尔在1958年發現梅斯堡效應之前未受重視。他從事核子理論、雷射物理和量子力學研究。
威利斯·蘭姆於1956年至1962年在牛津大學擔任物理學教授，並在耶魯大學、哥倫比亞大學、史丹福大學和亞利桑那大學任教。他於1963年當選美國藝術與科學學院院士。

## 量子物理學
除了通過兰姆移位對量子電動力學的重要和著名的貢獻之外，在他職業生涯的後半部分，他越來越關注量子測量領域。 在他的一篇著作中，兰姆表示“大多數使用量子力學的人幾乎不需要對該主題的解釋有太多了解。”兰姆也對許多量子力學的詮釋趨勢公開批評。

## 私生活
威利斯·蘭姆曾結過三次婚(1939年、1996年、2008年)。
由於膽結石疾病的併發症，蘭姆於2008年5月15日去世，享年94歲。

## 外部連結
- 诺贝尔官方网站关于威利斯·兰姆简介 （页面存档备份，存于）
- Biography and Bibliographic Resources （页面存档备份，存于）, from the Office of Scientific and Technical Information
- Obituary, University of Arizona, 16 May, 2008.（页面存档备份，存于）
- Hans Bethe talking about Willis Lamb（页面存档备份，存于） (video)
- Willis E Lamb Award （页面存档备份，存于） for Laser Science and Quantum Optics.
- Collection of articles and group photograph （页面存档备份，存于） (This photograph taken at Lasers '92 includes, right to left, Marlan Scully, W. E. Lamb, John L. Hall, and F. J. Duarte).
- Obituary:Willis E. Lamb Jr., 94; Nobel Prize-Winning Physicist （页面存档备份，存于）
- National Academy of Sciences Biographical Memoir（页面存档备份，存于）